# Kątna
Kątna est une localité polonaise de la gmina de Długołęka, située dans le powiat de Wrocław en voïvodie de Basse-Silésie.